# Anton Silaïev
Pour les articles homonymes, voir Silaïev.
Anton Alekseïevitch Silaïev - en russe : Антон Алексеевич Силаев et en anglais : Anton Silayev - (né le 11 avril 2006 à Sarov dans l'oblast de Nijni Novgorod en Russie) est un joueur professionnel russe de hockey sur glace. Il évolue au poste de défenseur.

## Biographie
Formé au HK Sarov, il rejoint les équipes de jeunes du Torpedo Nijni Novgorod. En 2022, il commence sa carrière junior avec la Tchaïka, équipe junior du Torpedo, dans la MHL, la ligue junior russe. En septembre 2023, il commence sa carrière avec sa carrière professionnelle dans la KHL. L'entraîneur du Torpedo Igor Larionov donne une place de titulaire à Silaïev dans sa brigade défensive, le défenseur de dix-sept ans mesure alors deux mètres. Lors de ses quatre premiers matchs dans la KHL, il enregistre quatre assistances puis, lors de son sixième match, il marque son premier but contre les Ak Bars Kazan et ajoute une nouvelle mention d'assistance. Il est choisi au premier tour, en 10e position par les Devils du New Jersey lors du repêchage d'entrée dans la LNH 2024.
Il termine la saison 2024-2025 avec le Torpedo-Gorki Nijni Novgorod dans la VHL et remporte la Coupe Petrov 2025.

## Statistiques
| Saison    | Équipe                 | Ligue |    | Saison régulière | Saison régulière | Saison régulière | Saison régulière | Saison régulière |   | Séries éliminatoires | Séries éliminatoires | Séries éliminatoires | Séries éliminatoires | Séries éliminatoires |
| Saison    | Équipe                 | Ligue | PJ | B                | A                | Pts              | Pun              | PJ               | B | A                    | Pts                  | Pun                  |                      |                      |
| 2022-2023 | Tchaïka Nijni Novgorod | MHL   | 41 | 2                | 6                | 8                | 28               | 17               | 0 | 2                    | 2                    | 29                   |                      |                      |
| 2023-2024 | Torpedo Nijni Novgorod | KHL   | 63 | 3                | 8                | 11               | 10               | 5                | 0 | 2                    | 2                    | 4                    |                      |                      |
| 2023-2024 | Tchaïka Nijni Novgorod | MHL   | 0  | 0                | 0                | 0                | 0                | 10               | 0 | 3                    | 3                    | 22                   |                      |                      |
| 2024-2025 | Torpedo Nijni Novgorod | KHL   | 63 | 2                | 10               | 12               | 37               | 4                | 0 | 0                    | 0                    | 2                    |                      |                      |
| 2024-2025 | Torpedo-Gorki          | VHL   | 0  | 0                | 0                | 0                | 0                | 17               | 1 | 1                    | 2                    | 6                    |                      |                      |